# Портрет Проторенессанса

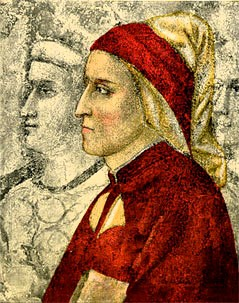
Данте Алигьери работы Джотто

Портрет Проторенессанса — ранняя стадия развития портретного жанра итальянского Ренессанса.

## Истоки сложения портрета в Италии
Прежде чем портрет приобрел характер автономного светского жанра в форме станковой картины, он долгое время оставался составной частью многофигурной религиозной композиции — стенной росписи или алтарного образа. Эта зависимость портрета от монументальной живописи — определяющая черта станкового портрета XV века. Другие важные черты — сплав средневековой культуры с гуманистическим обращением к античному искусству, а также взаимодействие с портретом в медальерном искусстве и в пластике, где этот жанр сложился раньше. Медаль и бюст позволяют увидеть родовые связи ренессансного портрета с античной традицией. Другой существенный фактор развития итальянской портретной живописи — использование достижений нидерландских портретистов, в частности, с его воздействием связывают появление в Италии трехчетвертного портрета.

## Портрет Проторенессанса
Благодаря зарождению нового, гуманистического мировоззрения, происходит коренная перестройка средневековой художественной системы. Икона уступает место картине. Обращение к античному началу помогает выработать новый стиль и по-новому, более реалистично, понять образ человека. Но развитие индивидуального портрета в Ренессанс будет долго сдерживаться имеющимся наследием — широкой типизацией форм и образов, которая надолго предопределит художественный строй этого портрета.

#### Надгробия

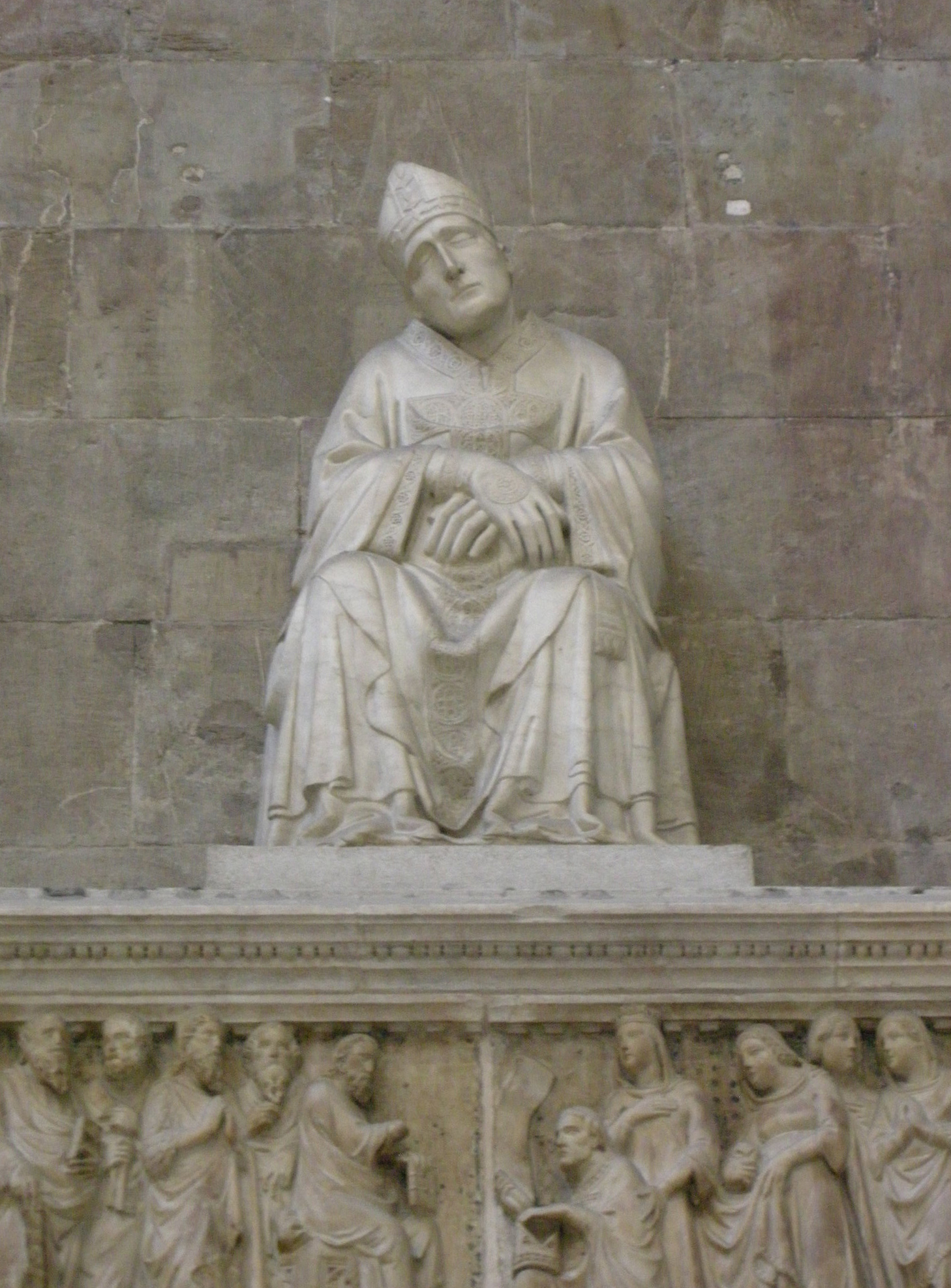
Тино ди Камаино. Статуя на надгробии Антонио д’Орсо. Санта-Мария дель Фьоре, Флоренция

Первый круг итальянских памятников, где возникает портретное сходство, являются надгробия. В отношении ранних итальянских фигуративных гробниц (конец XIII века) высказывается предположение о использовании посмертных масок, что позволило мастерам добиться индивидуализации. Чертами некоторой портретности наделено изображение в гробнице папы Климента IV (1271—1274, Витербо, церковь Сан-Франческо) работы римлянина Пьетро ди Одеризио.
Десять лет спустя начинает работать Арнольфо ди Камбио: гробница кардинала Гийома де Брей (ок. 1282, Орвието, церковь Сан-Доменико). Тяготение к портретному сходству, появившись в итальянском искусстве, теперь становится типичной чертой почти всех следующих итальянских надгробий. Характерны работы сиенца Тино ди Камаино (1-я треть XIV века), который создал много надгробий в Тоскане и Неаполе.
Примечательные памятники:
- Надгробие Маргариты Брабантской (жены императора Генриха VII), работы Джованни Пизано (1312—1313, Генуя, Музей Сант-Агостино). Лицо передано с идеальной типизированностью.
- Статуя подеста Раньери дель Поррина работы Гано ди Сьена (ок. 1315, Казоле д’Эльза, собор) опережает своей индивидуализацией и прозаичностью своё время.

#### Круглая скульптура

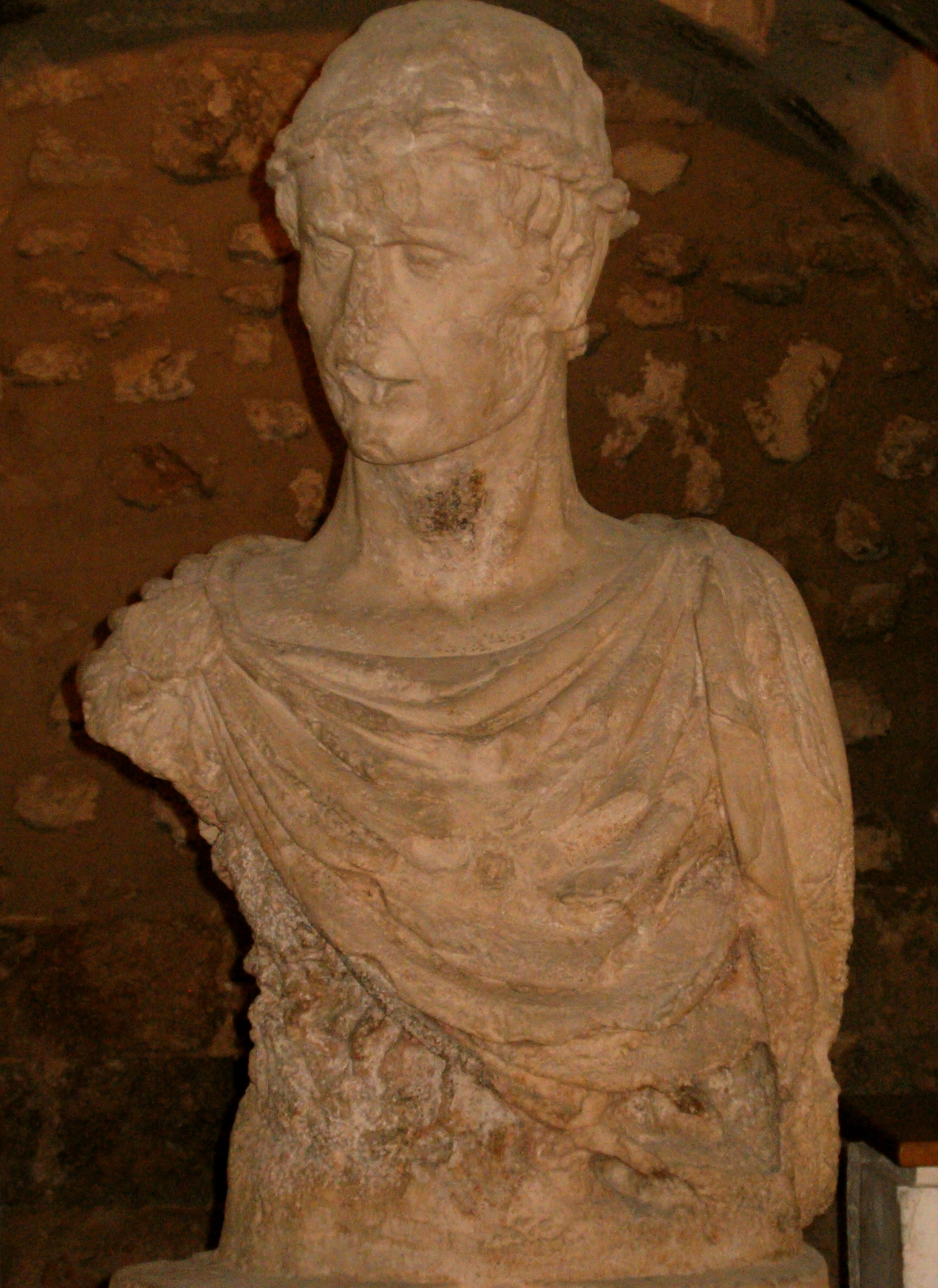
Портрет Фридриха II, Барлетта, Коммунальный музей

Первые попытки возобновить традиции круглой скульптуры произошли благодаря имперской политике Фридриха II  (годы правления 1215–1250)  в Южной Италии (2-я четверть XIII века). От этого периода сохранилось несколько образцов светской апулийской пластики — портреты императора и его приближённых, которые прямо подражают римским скульптурным бюстам (портрет Фридриха II, Барлетта, Коммунальный музей; портрет неизвестного, Ачеренца, собор). Но эти работы ещё наивны и нарочито стилизованны, во многом обезличены.
При дворе  Фридриха II  предпринимались согласованные усилия по возрождению классических форм. Хотя выработанный стиль не получил широкого распространения и не получил устойчивого развития после этого периода, во многих отношениях он был похож на последовавший итальянский Ренессанс, в частности, потому, что мастера тоже часто подражали формам, а иногда и содержанию античного искусства. Фридрих II и его двор не только собирали древние произведения искусства, но и заказывали новые произведения, вдохновленные Древним Римом. Они проявили новый интерес к конкретному человеческому лицу, коренящийся в  балансе между сходством и идеализацией - вопросах, которые играли значительную роль как в классическом, так и в средневековом искусстве. Впоследствии мастера перенесли этот интерес к античности в Тоскану в середине XIII века, где «новый» стиль использовался как для гражданских, так и для церковных заказов.

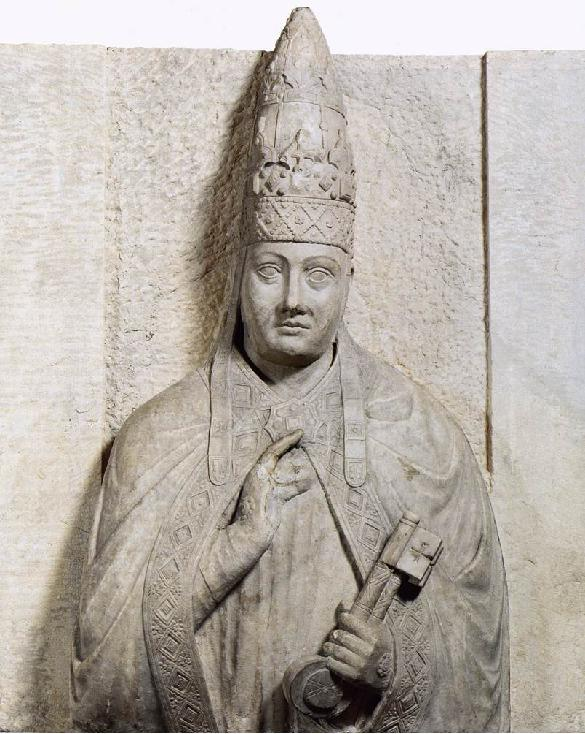
Арнольфо ди Камбио. Портрет Бонифация VIII, гробница папы, Ватиканские гроты, 1300

Папа Бонифаций VIII стал также поощрять создание собственных изображений, над которыми, как считается, работала римская мастерская Арнольфо ди Камбио (Портрет Бонифация VIII, гробница папы, Ватиканские гроты, 1300). Эти же мастера работали над портретом Карла Анжуйского (ок. 1278, Палаццо деи Консерватори). Но все эти работы ещё достаточно примитивны, несмотря на стремление к индивидуализации.
Пластика Арнольфо ди Камбио оказала существенное развитие на формирование нового стиля в римской живописи (Каваллини, Джотто); в римской скульптуре подобного не произошло, так как началось Авиньонское пленение пап и Рим утратил своё художественное значение.

#### Живопись Джотто
Вазари особо отмечает удивительное новаторство Джотто, который начал портретировать живых людей с натуры. Он перечисляет его портреты Данте, Брунетто Латини и Корсо Донати (на стене капеллы в Палаццо дель Подеста), автопортрет там же; автопортрет у подножия Распятия (г. Гаэта); несохранившиеся росписи — портрет папы Климента IV (Палаццо ди Парте Гвельфа), Карла Калабрийского на коленях перед Мадонной (Палаццо делла Синьория), Паоло ди Лотта Ардингелли и его жены (Санта-Мария-Новелла) и многие другие. Тем не менее, по описаниям Вазари нельзя точно понять, описывает ли он сходство в работах Джотто или его творческую манеру натуроподобия, поскольку в число портретов Вазари записывает и его изображения Франциска Ассизского и св. Доминика, давно почивших.
Безусловно, что судя по ощущениям современников, Джотто действительно впервые столь широко обратился к портретам, и его изображения были больше схожи с натурой, чем работы его предшественников. Он использует два обычных типа портрета, которые затем широко распространятся в XIV—XV веках:
1. ктиторские портреты в религиозных композициях
2. светские портреты «знаменитых людей»

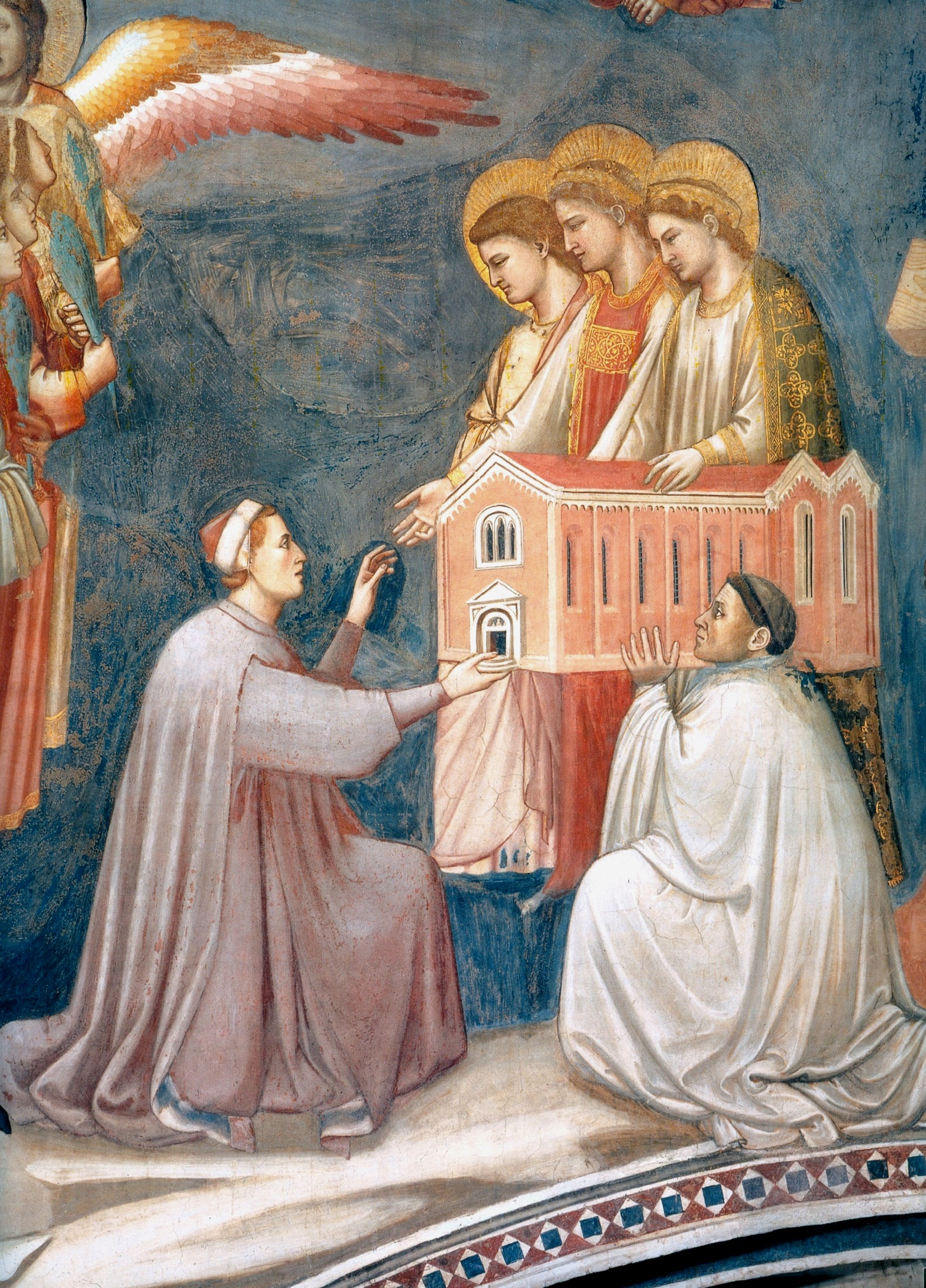
Джотто: Энрико Скровеньи вручает модель своей капеллы Богородице

Собственно до наших дней из наследия Джотто дошли считанные единицы подобных произведений. Из приписываемых ему работ достоверной в настоящее время считается только донаторская фреска Энрико Скровеньи в композиции «Страшный Суд» (Капелла Скровеньи, Падуя, 1303—1313). Черты лица коленопреклонённого донатора обрисованы с предельным лаконизмом, без попыток к натуралистической детализации. Но портретность видна и в самой фигуре и её жестах. Кроме того, в отличие от традиции, Джотто не стал уменьшать фигуру Скровеньи по сравнению с Мадонной. В портреты зачисляют шесть голов в медальонах в поясах орнаментального обрамления нижнего регистра в капелле Перуцци (возможно, портреты членов семьи Перуцци). Традицию подобного размещения портретов вместо путти продолжат только в XV веке.
Работы его учеников также дают представление о его стиле (два портрета ассизского епископа Тебальдо Понатно, капелла Магдалины в нижней церкви св. Франциска в Ассизи; «Триптих Стефанески», ок. 1330, Ватиканская пинакотека).
Джотто наследует и развивает типологию средневекового портрета, придавая ему более реалистический характер. Но понимание им портрета расходилось не слишком резко с общим идеалом человека в его творчестве; типизирующее ещё преобладает над индивидуально-характерным. Джоттовская реформа оказала воздействие на все итальянские школы XIV века, в том числе вызвав появление портрета в сиенской школе.

#### Сиенская школа

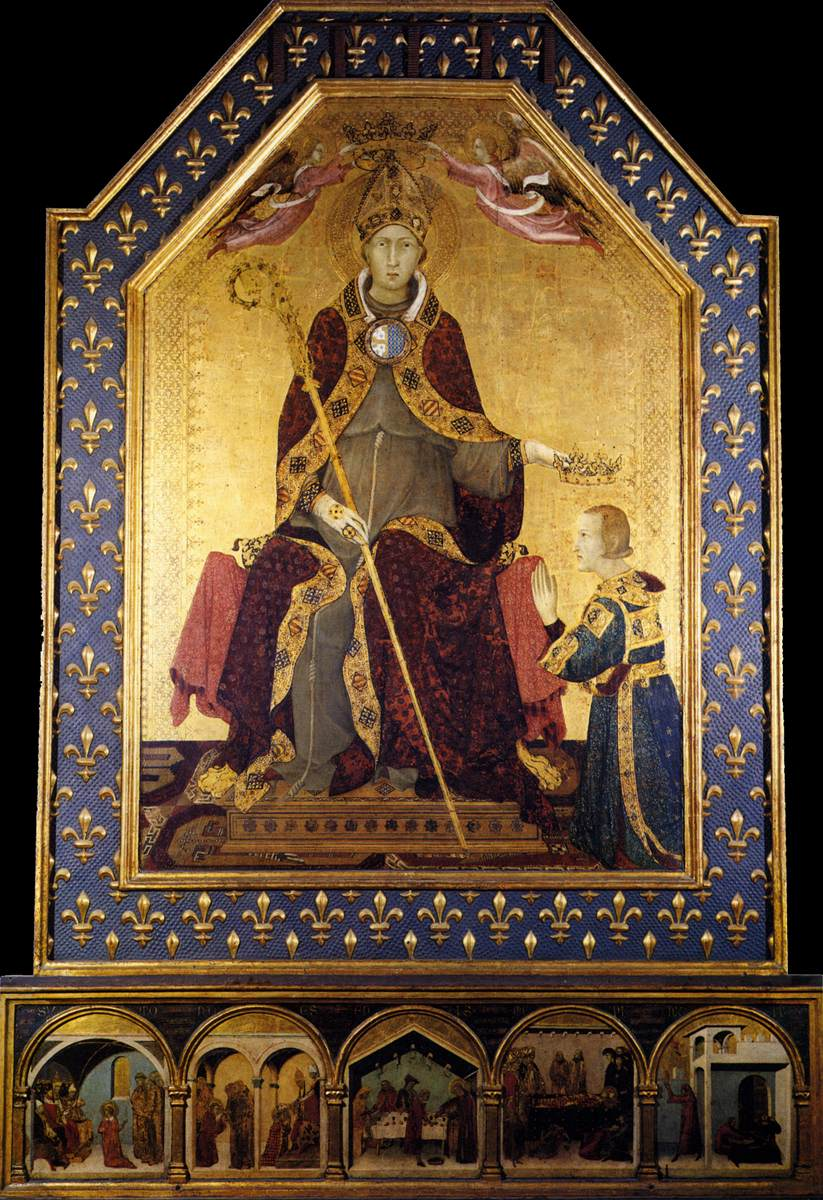
Симоне Мартини. «Коронование Роберта Анжуйского святым Людовиком Тулузским»

Симоне Мартини был приглашен в Неаполь и по заказу короля Роберта Анжуйского написал «Коронование Роберта Анжуйского его братом святым Людовиком Тулузским» (1317, Палаццо Каподимонте). Святой в фас написан иератично и величественно, коленопреклонённый король в профиль кажется маленьким — традиции вотивного изображения соблюдаются. Но лицо Роберта уже портретно — длинный нос и тяжелый подбородок. Сравнение с надгробной статуей Роберта (1343, церковь Санта-Кьяра, Неаполь) подтверждает сходство. В отличие от изображения Энрико Скровеньи у Джотто — тут уже передан характер, хитрость и честолюбие. При соблюдении традиций в этой картине уже ощущаются идейные изменения — рост индивидуализма, стимуляция портретного жанра придворной культурой.
Также Симоне Мартине написал кардинала Джентиле да Монтефьоре перед св. Мартином (капелла Монтефьоре, нижняя церковь Ассизи, 1317-20), малоиндивидуальное лицо кардинала представлено в трехчетвертном повороте. Затем, по словам Вазари, он работал портретистом в Авиньоне и создал несохранившиеся портреты Петрарки и Лауры, кардинала Наполеоне Орсини. Судя по всему, Симоне является создателем типа портреных изображений небольшого размера, имевших самостоятельное значение. Под влиянием этого типа портрет появился во Франции, где во 2-й пол. XIV века распространится сильнее, чем в Италии (см. Портрет в поздней готике).

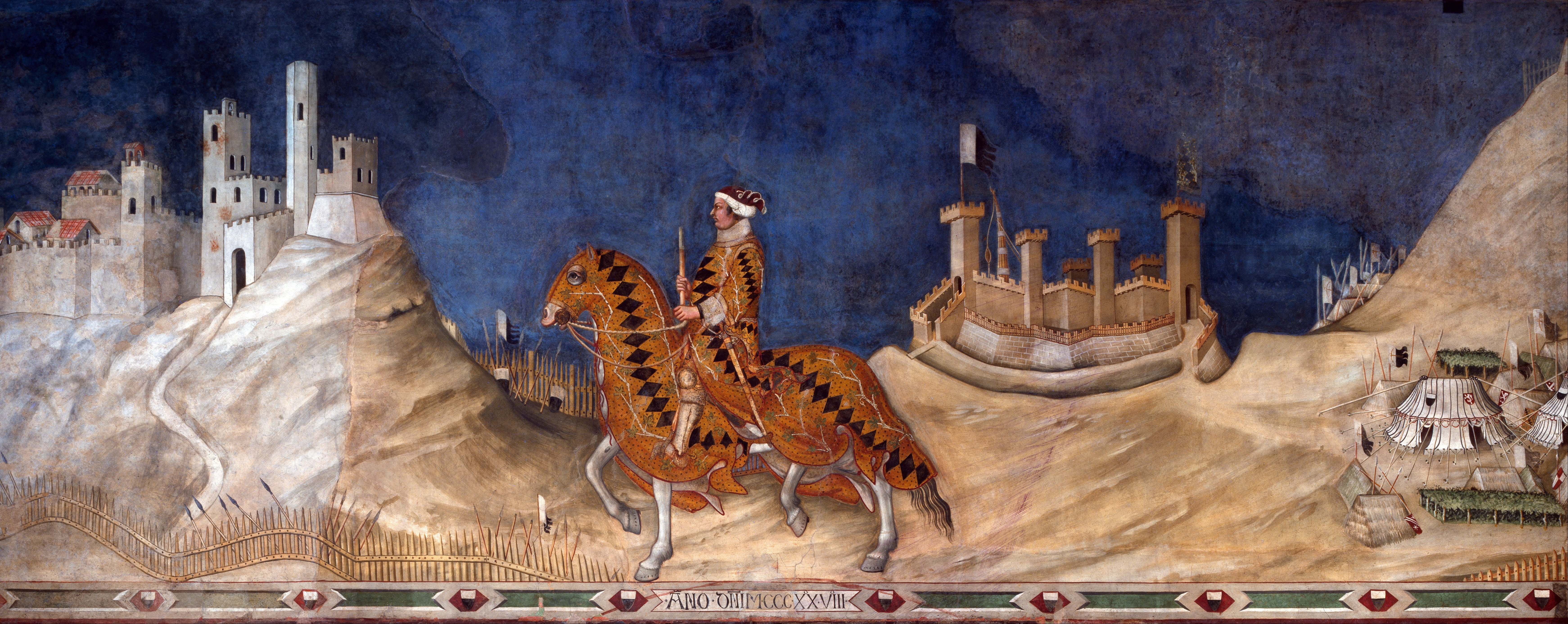
Симоне Мартини. «Портрет Гвидориччо да Фольяно»

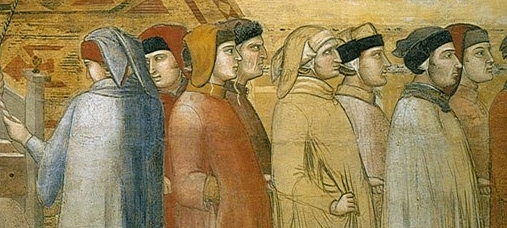
Амброджо Лоренцетти. Групповой портрет членов Совета Двадцати Четырёх

Кроме того, Симоне Мартини, возможно, создал особый тип монументальной портретной композиции, который в живописи Раннего Возрождения станет весьма популярным. Речь идет о конном портрете рыцаря — фреске с изображением кондотьера Гвидориччо да Фольяно (1333, Палаццо Публико, Сиена). По сути, фреска была задумана как историческая композиция — кондотьер скачет между двумя захваченными им крепостями Монтемасси и Сассофорте, а будто на кулисах изображен частокол и военные действия.
Другой сиенец — Амброджо Лоренцетти, не стремился к значительной физиомической индивидуальности, о чём говорят его изображения исторических лиц (например, Карл II и др. во фреске «Св. Людовик Тулузский перед папой Бонифацием VIII», ок. 1329, Сиена, Сан-Франческо; члены Совета Двадцати Четырёх в «Аллегории Доброго правления», ок. 1338—1339, Зал Девяти, Палаццо Публико, Сиена). Портрет членов совета, которые изображены с подчеркиванием их корпоративного духа и гражданского единства, по выражению В. Н. Лазарева, является одним из первых групповых портретов в истории европейской живописи.
А Пьетро Лоренцетти написал в нижней церкви Сан-Франческо в Ассизи во 2-й пол. 1320-х гг. композицию с Мадонной, святым Франциском и Иоанном Евангелистом, изображёнными в три четверти, по пояс; эта композиция окаймлена перспективной рамой с распятием, гербами и монохромным профильным изображением молящегося донатора, м.б. это — Готье де Бриенн, герцог Афинский. Напротив мог быть другой портрет, но фреска повреждена. Гращенков пишет: «самое примечательное в этом портрете то, что донатор изображен лишь по пояс, а его полуфигура окружена квадратной рамкой, создавая подобие станкового портрета. Вероятно, таким образом, как „вырезка“ из полнофигурной композиции, трактовались вышеупомянутые портреты Симоне Мартини, однако, уже освобожденные от ктиторского жеста».

#### Флорентийский портрет XIV века

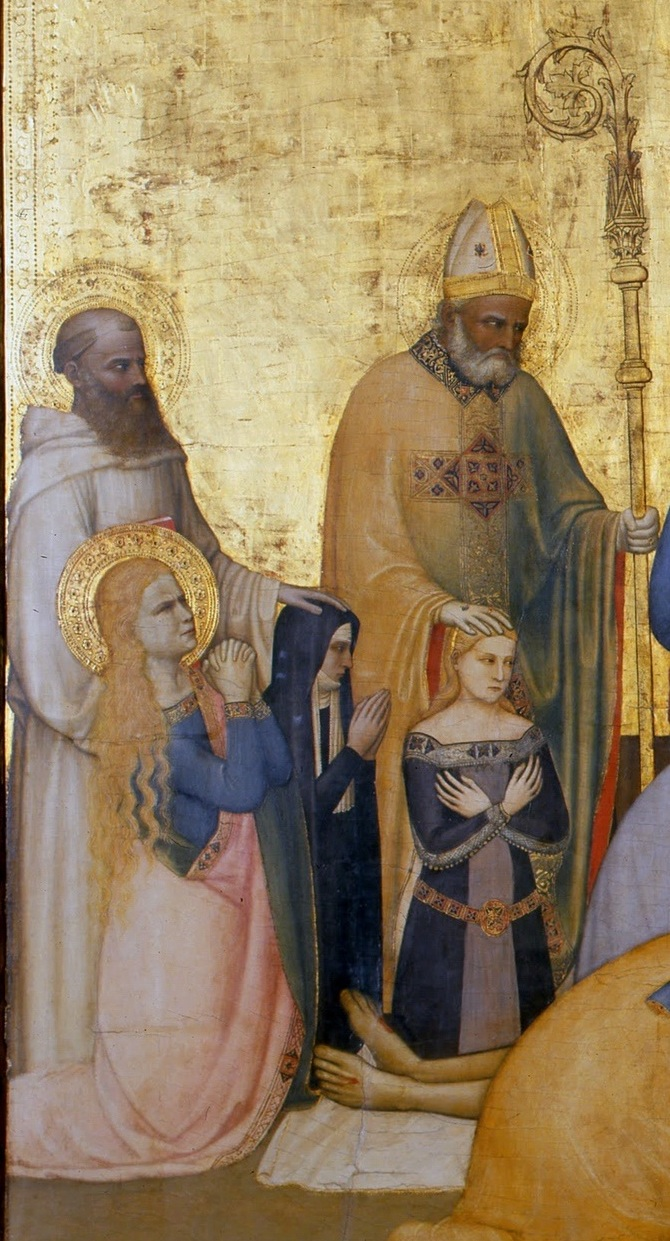
Джоттино, «Пьета из Сан Ремиджио», деталь

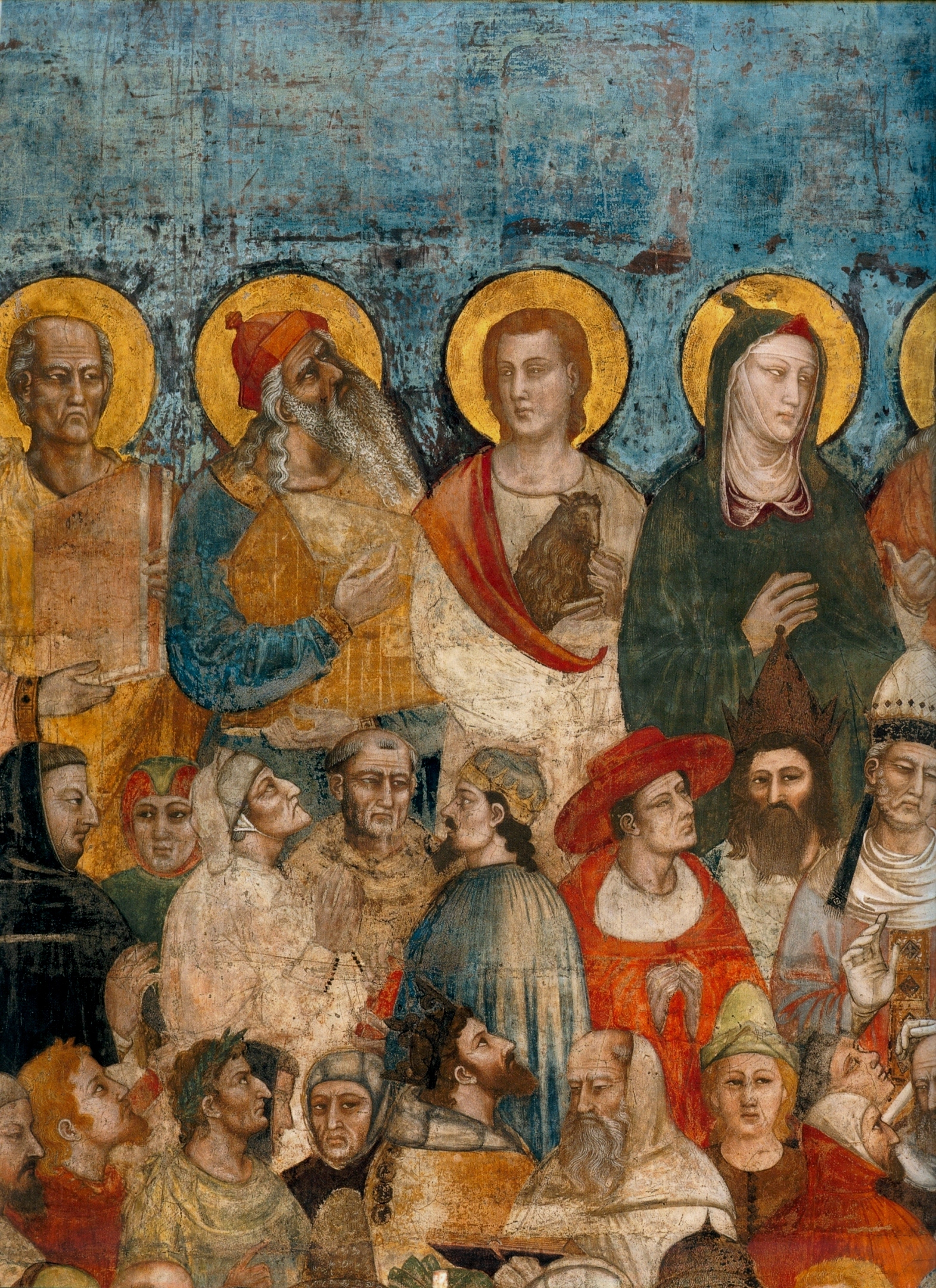
Нардо ди Чоне, «Страшный суд», деталь

Во 2-й пол. XIV в. портретные начинания упомянутых выше мастеров развиваются во флорентийской живописи слабо, лишь формально. Хотя портреты все шире вводятся в многофигурные композиции, они остаются портретами пока только номинально, а не по существу — индивидуальные черты едва проступают через стереотипные приемы построения лица. Как и раньше, религиозные персонажи чаще пишутся более индивидуально и характерно, чем реальные исторические лица. Причины — косность культуры позднего треченто, а также социальные нормы Флоренции, где даже самые богатые граждане должны были довольствоваться традиционными формами донаторского портрета, либо «замаскированными» изображениями в религиозных композициях.
Таковы, например:
- Неизвестный флорентийский мастер круга Мазо ди Банко (Джоттино), «Оплакивание Христа» (т. н. «Пьета из Сан Ремиджио»), 2-я четверть XIV века, Уффици. В образ включены портреты двух заказчиц, чьи фигуры в два раза уменьшены по сравнению со святыми и кажутся отстраненными и находящимися вне действия картины
- Нардо ди Чоне, фреска капеллы Строцци в Санта Мария Новелла, 1350-е: изображены два члена семьи Строцци, которых ангел ведет в прямо в рай. В другой фреске там же члены семьи присутствуют среди блаженных, воскресших в день Страшного суда, рядом Данте, Петрарка и т. п.
- Андреа ди Чоне (Андреа Орканья), фреска Санта Кроче, ок. 1350, поместил в сцене Страшного суда, по словам Вазари, много портретов знакомых ему людей, так друзей, так и недругов.
- Андреа Бонайути, фрески Испанской капеллы Санта Мария Новелла, 1366-68, в частности, в «Аллегории Церкви как мистического тела Христова». Донатор — Мико Гвидалотти изображен исповедующимся справа от Св. Доминика на коленях, почти в центре композиции; его исповедником мог быть покойный Якопо Пассаванти, настоятель этой церкви. Образы скорее идеальны, чем портретны. Среди других лиц идентифицируют папу Урбана V и императора Карла IV, известных госпитальеров, крестоносцев — кипрского короля Пьера Лузиньяна и графа Амадея Савойского, и т. п.

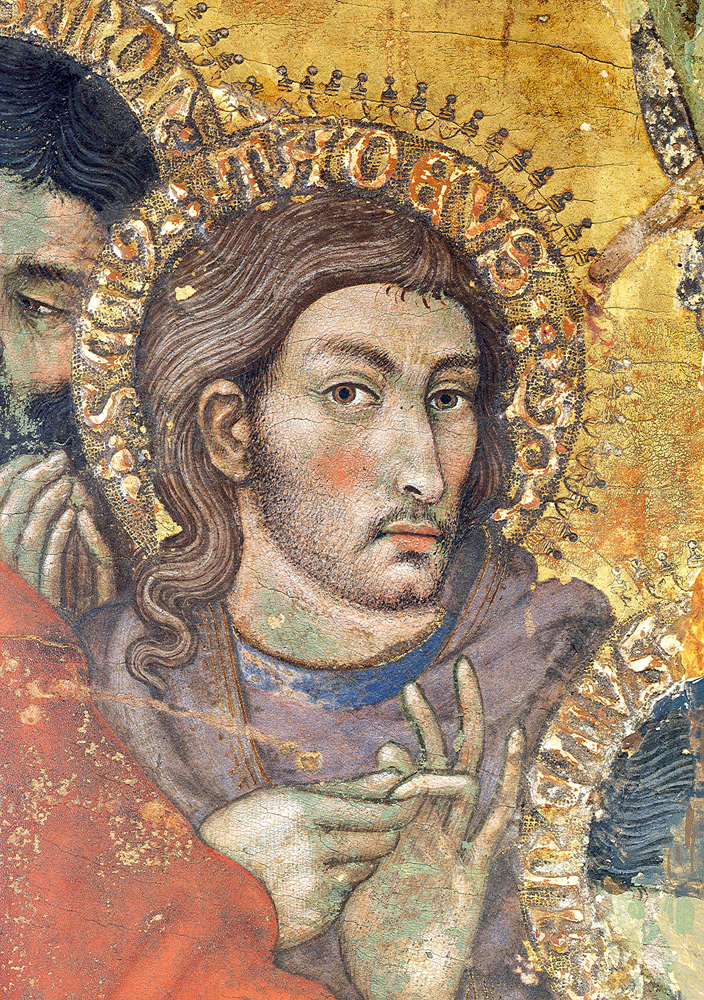
Таддео Бартоло. Автопортрет в виде апостола Фаддея, деталь алтаря «Успение Марии»

То есть, в многофигурных фресках, в отличие от донаторских картин, реальные персонажи подаются более органично, как участники событий. Но эти скрытые портреты остаются достаточно обезличенными. Сдвиги в сторону более точной и детальной передачи лица происходят только к концу XIV века, что связано с успехами практики натурного рисования.
Начав применять портретную зарисовку с натуры, художники стали схватывать сходство (Аньоло Гадди, два профиля во фреске «Триумф св. Креста», Санта-Кроче, ок. 1380, один из них, в розовом капуччо, по словам Вазари — автопортрет художника). Другой, более бесспорный автопортрет той эпохи — Таддео ди Бартоло в образе апостола Фаддея («Успение Марии», 1401, собор Монтепульчано). Но, хотя художественная система тречентистского портрета постепенно эволюционирует, на самом деле без существенных изменений она держится во флорентийской живописи всю 1-ю четверть XV века, пока шаблон не рушится благодаря Мазаччо.

#### Северная Италия
Мастера Северной Италии также повлияли на развитие начальных форм реалистического портретирования треченто. На них влияли два фактора: джоттовская реформа и готическое искусство заальпийских стран. Отсюда и взялось своеобразие местной школы — она соединяет архаизирующие и условно стилизованные формы с повествовательными мотивами, полными живых и конкретных подробностей; то есть соединяет декоративность и беспокойство, родственное готической миниатюре и шпалере, с документальной точностью в передаче окружающей среды. Лазарев назвал это «эмпирическим реализмом». Данный стиль оказался весьма благоприятным для развития портретных форм; вдобавок, в Северной Италии господствовала феодальная система, что помогало культивированию портрета, в отличие от бюргерской культуры Флоренции с её социальными ограничениями.

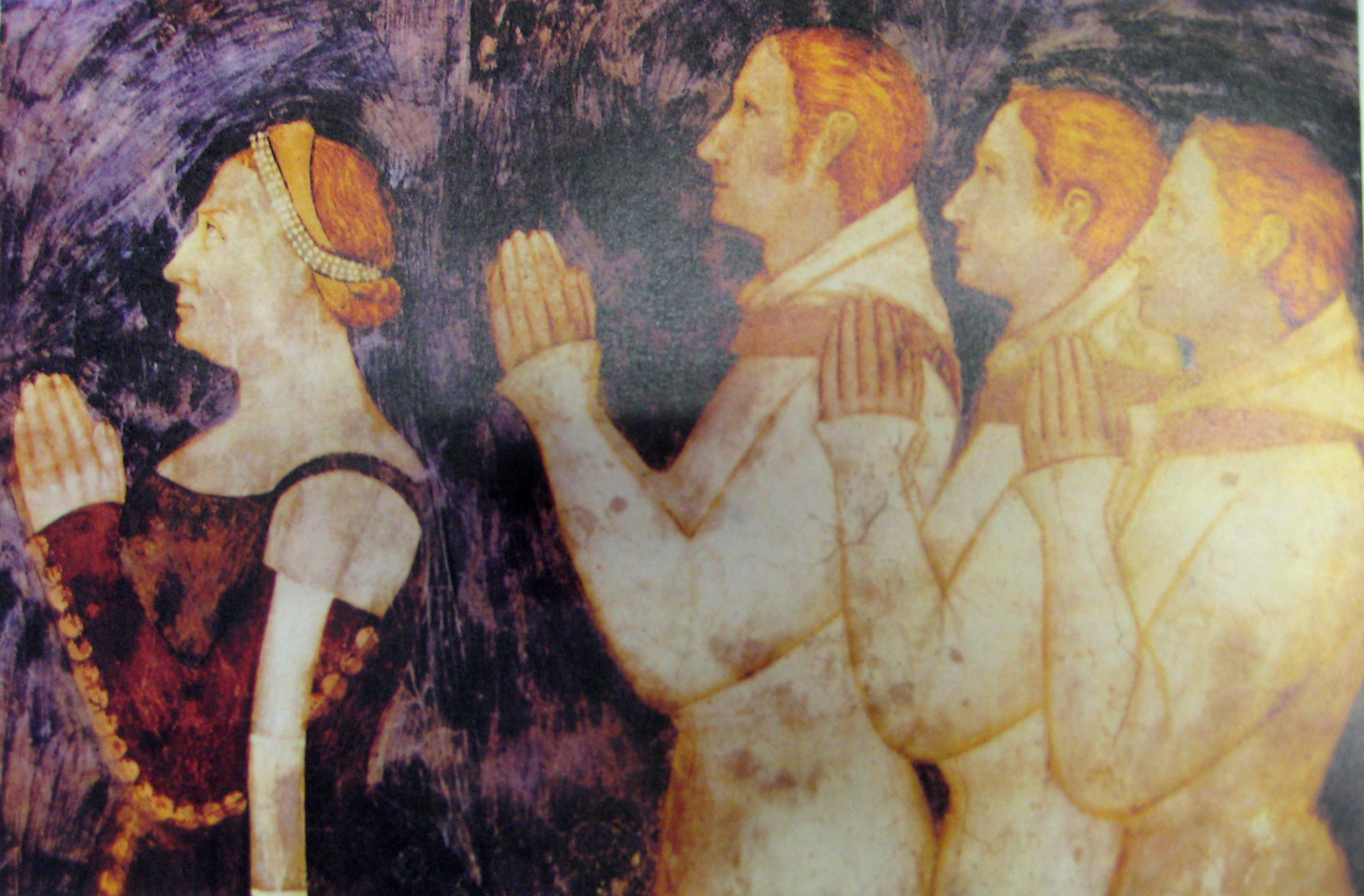
Семья графа Порро, фреска в Лентате

Джотто успел поработать в Падуе и других городах региона, пробудив этим местные школы живописи, каждая из которых затем приобрела свои особенности. Первые портреты появляются тут во 2-й четверти XIV века под влиянием образцов из Флоренции и Сиены.
- Неизвестный веронский художник, портреты фра Даниэле Гусмерио (приор этой церкви) и Гульельмо Кастельбарко с моделью церкви в руках (донатор), церковь Сан-Фермо, Верона, после 1320. Коленопреклонённые фигуры написаны по сторонам триумфальной арки хора, предполагается, что индивидуальное лицо Кастельбарко могло быть списано художником с его рельефа на гробнице в ц. Санта-Анастазия.
- Неизвестный ломбардский художник, посмертный портрет Антонио Фиссирага перед Мадонной с моделью церкви в руках, Сан-Франческо в Лоди, после 1327 г. Изображен глубоким стариком, но без малейшего портретного сходства.

Портретные фигуры донаторов становятся типичным явлением в Ломбардии со 2-й пол. XIV века. Их часто пишут перед Мадонной и святыми поодиночке, семьями и т. д. (семья графа Стефано Порро перед св. Стефаном, фреска из Моккироло, ок. 1368, Пинакотека Брера, Милан; аналогичная фреска в Лентати). Супруги изображены индивидуально, а дети — все на одно лицо; Гращенков пишет «с удручающим однообразием, от одной фрески к другой, будут повторяться подобные фамильные группы».

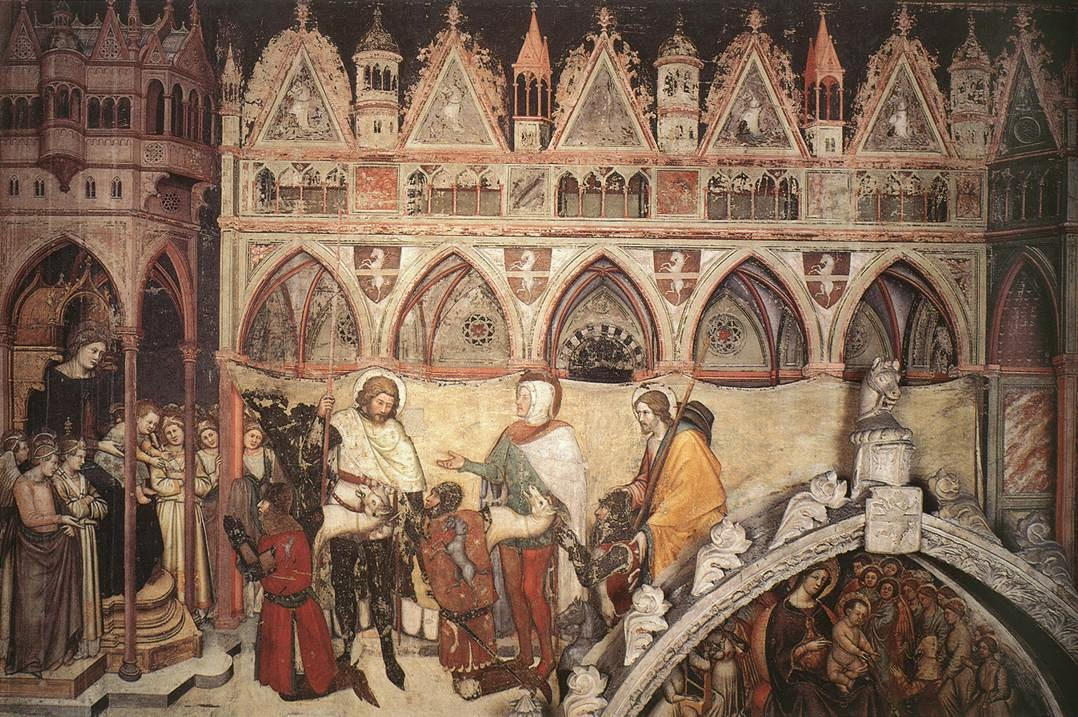
Альтикьеро, семья Кавалли, Санта-Анастазия

Этому же костному принципу, несмотря на свои способности портретиста, подчиняется художник Альтикьеро (члены семьи Лупи ди Соранья, Оратория Сан Джорджо, Падуя, 1379-84; члены семьи Кавалли, Санта-Анастазия, Верона, ок. 1390-95): профили людей едва видны и практически неотличимы. К счастью, другие произведения мастера позволили отвести ему должное место в истории искусств.

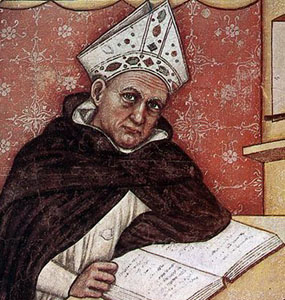
Фреска работы Томмазо да Модена с изображением Альберта Великого. Церковь Сан-Никколо. Тревизо. Ок. 1326

Впервые тяготение к портретности (индивидуально-конкретной передаче человеческих образов) с особенной силой проявилось в североитальянской живописи у Томмазо да Модена. Он получил заказ написать 40 знаменитых деятелей доминиканского ордена (1352, зал капитула мон. Сан-Никколо, Тревизо) и, чтобы сохранить должную живость и разнообразие, взял в качестве моделей монахов этого же монастыря. Также непосредственно он написал двух донаторов во фреске церкви Сан-Никколо, Тревизо.
В творчестве уже упоминавшегося выше Альтикьеро и наследии его школы эта линия «эмпирического реализма» достигает наивысшей точки. В падуанских фресках Альтикьеро и Аванцо возвращаются к джоттовским монументальным традициям, сочетая их с североитальянским жанризмом повествования и острой наблюдательностью к деталям быта. Северное происхождение также проявляется в изысканном серебристом, розоватом, зелёном колорите. В его групповых композициях опознаются портреты (фреска «Совет Рамиро», капелла Сан-Феличе, 1372-79, Падуя, базилика Сант-Антонио: заказчик Бонифачо Лупи ди Соранья, Франческо Каррара Ст. и его сын; Петрарка и его ученик Ломбардо делла Сета; фрески Оратория Сан-Джорджо, Падуя, 1379-84, «Похороны св. Лючии»: небритый полный мужчина с вишневой повязкой на голове). Такие же острореалистичные лица пишет его ученик Якопо да Верона (четыре заказчика, возможно, из семьи Бови, «Успение Марии», 1397, капелла Бови, Падуя, ораторий Сан-Микеле).
Мастера круга Альтикьеро, помимо донаторских и «скрытых» портретов, трудились в области светского портрета, который в эту эпоху проявлялся в теме «знаменитых мужей» (uomini illustri). Хронология этой темы:

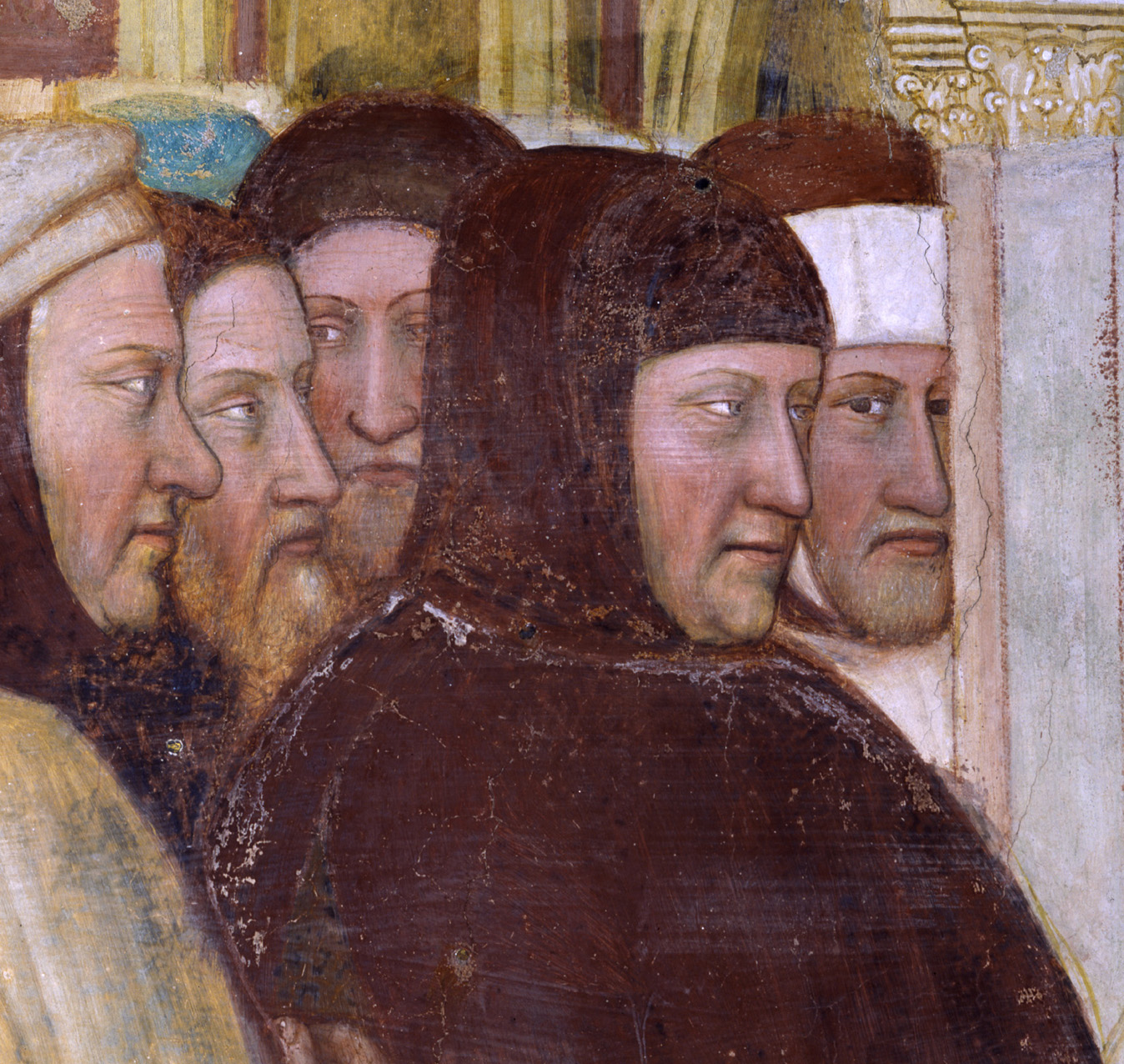
Петрарка, фрагмент росписи Альтикьеро в Падуе

1. Джотто, несохранившиеся фрески в Неаполе (см. выше)
2. Росписи, выполненные по заказу Адзоне Висконти ок. 1340 года для его нового дворца в Милане (Геракл, Гектор, Эней, Аттила, Карл Великий и собственно заказчик).
3. Альтикьеро и Аванцо, ок. 1364 г. Большой зал Палаццо Скалиджери, по заказу Кансиньорио делла Скала, тирана Вероны. Вазари говорит, что там были сцены из «Иудейской войны» Флавия и «триумфы», а в обрамлениях верхних частей фресок, как предполагают, были помещены медальоны с знаменитыми мужами, в том числе из рода делла Скала, а также Петрарка. Фрагменты подобных фресок обнаружены недавно в Лоджии Кансиньорио, это медальоны с профилями императоров на тыльной стороне арок; истоком их иконографии являются римские монеты.
4. Альтикьеро и Аванцо, между 1367-79 гг., роспись «Зала знаменитых людей» (Sala virorium illustrium), дворец Франческо Каррара, Падуя. По программе, разработанной Петраркой, были написаны «Пленение Югурты», «Триумф Мария», римские мужи, сам Петрарка и его ученик Ломбардо делла Сета (сохранились только эти портреты, сильно переписанные). Повторение портрета Петрарки — в дармштадтской рукописи «О знаменитых мужах», поэт изображен за работой среди рукописей. Эта иконография восходит к изображениям св. Иеронима.

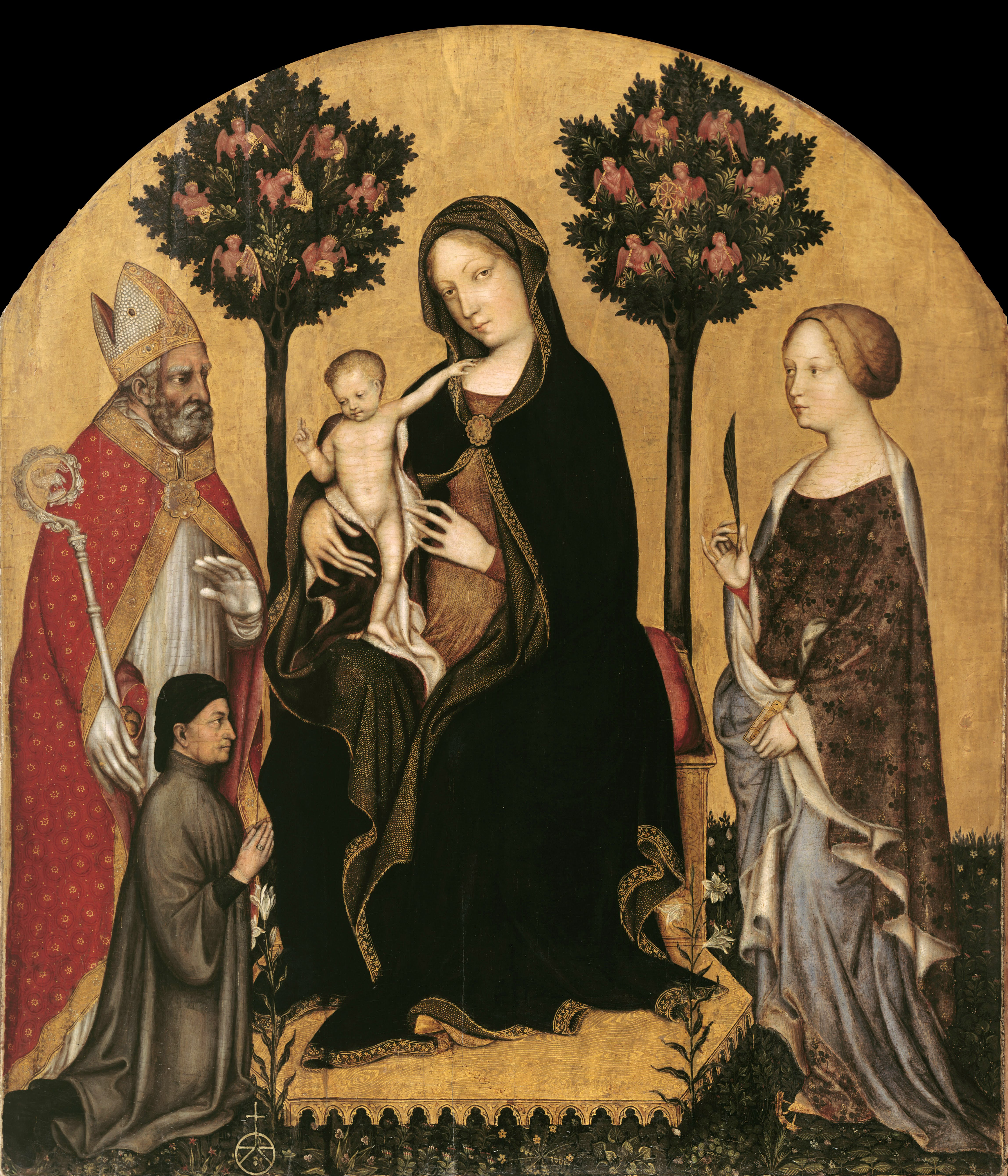
Джентиле да Фабриано. «Мадонна со свв. Екатериной, Николаем и донатором»

Но на этом этапе реализм и антикизация живописи С. Италии не получили полного художественного разрешения, отчасти даже утратив своё значение из-за идейной победы интернациональной готики (Микелино да Безоццо,Стефано да Верона). Наследником Альтикьеро чуть позже стал Пизанелло. Его творчество завершило период интернациональной готики и одновременно открыло новую эпоху, связанную с идеалами Возрождения. Увы, множество известных из источников памятников не сохранилось, и поэтому проследить эволюцию североитальянского портрета в период интернациональной готики нельзя. Возможно, ранние портреты Пизанелло и Джентиле да Фабиано были похожи на произведения живописцев позднего треченто; и только в 1420-30-х гг. происходит важный перелом — в их творчестве появляется станковый живописный портрет. Таким образом, портрет обособляется от многофигурной религиозной или исторической композиции, и превращается в автономный художественный жанр. И происходит это под прямым воздействием мастеров Северной Европы. Джентиле да Фабриано и Пизанелло отталкивались от франко-бургундского станкового портрета 1410-20-х гг., который послужил примером и для готизирующих профильных портретов Флоренции 1-й пол. XV в.

#### Влияние готики на итальянский Проторенессанс
Волна распространения готики сначала затормозила развитие проторенессансного движения в итальянском искусстве, но затем она способствовала взаимному сближению двух традиций искусства Позднего Средневековья. Северная готика изменила и обогатила художественную жизнь Италии.